# سنت هلنا

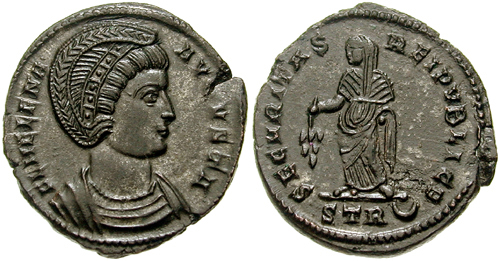
سکه سنت هلنا؛ ضرب‌شده در حدود ۳۲۵–۳۲۶ میلادی.

سِنت هِلِنا (لاتینی: Flavia Iulia Helena Augusta) یا هِلِن قدیس(۲۴۸ - ۳۲۸ میلادی)، شه‌بانوی رومی و کاشف مشهور صلیب مقدس عیسی مسیح است.
هلنا با امپراتور روم کنستانتیوس کلوروس وصلت کرد، و همواره او را به دلایل سیاسی سرزنش می‌کرد. زمانی که پسرش کنستانتین بزرگ یا کنستانتین کبیر به سلطنت رسید، تحت تأثیر او به مسیحیت گروید، در واقع کنستانتین به مادرش آزادی‌های دینی و شخصی کاملی را داده بود و اجاره دسترسی نامحدود و تام‌الاختیاری در خزانه‌های امپراتوری برای استفاده به او داده بود. کنستانتین بعد از به قدرت رسیدن کامل در شرق و غرب روم مادرش را امپراتریس اگوستا خواند که قدرت سیاسی قابل توجهی را به او اعطا می‌کرد. به‌همین خاطر هلنا در دربار پسرش دشمنان زیادی را یافت که خواستار ضربه‌زدن به او بودند.
ادعا می‌شود که در دوران پیش از سال ۳۳۷ میلادی و زمانی که به‌دستور کنستانتین، کلیسایی در اورشلیم (بیت‌المقدس) بنا می‌شد، به ناگاه صلیبی که مسیح بر آن مصلوب شده بود، پیدا شد؛ در طول یک‌صد سال بعد داستان‌های بسیاری ساخته شد و کشف صلیب را هم به هلنا نسبت دادند. نام وی را بر جزیره سنت هلن از مستملکات فرادریایی بریتانیا در اقیانوس اطلس نهاده‌اند.